# Schalom Nagar
Schalom Nagar (hebräisch שלום נגר; * 1936 oder 1938 im Jemen; † 26. oder 27. November 2024 in Israel) war ein israelischer Gefängnisbeamter. Er vollstreckte das Todesurteil an Adolf Eichmann. Es war die bisher einzige Hinrichtung in der Geschichte des Staates Israel. Das 1988 ausgesprochene Todesurteil gegen John Demjanjuk wurde nicht vollstreckt.

## Leben
Nagar verlor seine Eltern im Alter von acht Jahren, als sie im Zweiten Weltkrieg umkamen. Als 15-Jähriger kam er mit einer Gruppe jemenitischer Einwanderer nach Israel. Mit 18 Jahren wurde er Soldat der Fallschirmbrigade. Danach arbeitete er zunächst beim Grenzschutz und anschließend als Wärter im Ajalon-Gefängnis in Ramle. Er wusste damals wenig über den Holocaust und nichts über Adolf Eichmann.
Während des Prozesses war Nagar sechs Monate als Eichmanns persönlicher Haftwächter eingesetzt. Viermal drei Stunden pro Tag saß er auf einem Stuhl in Eichmanns Zelle und beobachtete ihn. Dann hatte er 48 Stunden frei. Zu seinen Aufgaben gehörte auch die Überwachung von Eichmanns Nahrungsmitteln, um einen Vergiftungsversuch zu verhindern. Das für Eichmann vorgesehene Essen musste er zuvor selbst probieren.
Wie die Times of Israel berichtet, schilderte Nagar Jahrzehnte später in Interviews, dass Eichmann zu dessen eigenem Schutz in einem Sonderflügel des Gefängnisses untergebracht gewesen sei, zu dem keine aschkenasischen Wärter Zugang hatten, da sie aller Wahrscheinlichkeit nach selbst den Holocaust überlebt hatten.
Die Entscheidung, wer von den 22 Wächtern nach dem Todesurteil die Strafe exekutieren sollte, sei per Los gefallen. Nagar selbst habe die Exekution nicht ausführen wollen, sei dann aber nach eigener Darstellung dazu bereit gewesen, nachdem ihm Fotos von den Grausamkeiten an Kindern während des Holocausts gezeigt worden waren. Als Leiter des Referats IV B 4 im Reichssicherheitshauptamt organisierte Eichmann den Transport der europäischen Juden in die Konzentrationslager. Zielfahnder des israelischen Geheimdienstes Mossad hatten ihn in Argentinien aufgespürt und in den jüdischen Staat entführt.
Nagar berichtete später von Albträumen. Er erinnerte sich, wie das Seil die Haut an Eichmanns Hals aufrieb und seine Zunge und Brust mit Blut bedeckt waren. „Ich wusste nicht, dass einem Menschen, der erwürgt wird, die ganze Luft im Bauch bleibt. Als ich ihn anhob, kam die ganze Luft heraus, und aus seinem Mund ertönte ein entsetzlicher Laut.“ Ein Jahr habe Nagar sich mit diesen Bildern gequält. 30 Jahre lang hielt er geheim, dass er der Henker Eichmanns war. Seiner Frau, mit der er vor dem Sondereinsatz auf einem Spaziergang gewesen war, erklärte er, er sei von seinem Vorgesetzten für einen Späteinsatz einberufen worden. Er wandte sich daraufhin der Religion zu und studierte in einer Jeschiwa in Kirjat Arba.

## Dokumentarfilm
- The Hangman (Hatalyan). Filmporträt von Netalie Braun und Avigail Sperber, Israel 2010.[4]

## Literarische Adaptation
- Astrid Dehe, Achim Engstler: Nagars Nacht, Roman. Steidl Verlag, Göttingen 2014, ISBN 978-3-86930-829-6.[5]